# Meet Dave
Meet Dave is een Amerikaanse familiefilm, geregisseerd door Brian Robbins, met Eddie Murphy en Elizabeth Banks. De film is geschreven door Bill Corbett en Rob Greenberg. De première vond plaats op 11 juli 2008 en werd verzorgd door 20th Century Fox.

## Verhaal
Dave is een technologisch meesterwerk dat van binnenuit wordt gecontroleerd door buitenaardse wezens en het is de kapitein die model stond voor het uiterlijk ervan. Elk bemanningslid is verantwoordelijk voor één deel van het lichaam, en dat geheel coördineren blijkt niet gemakkelijk. Zeker niet wanneer Dave geconfronteerd wordt met onze realiteit. In de minuscule controlekamer van Dave zorgen elke ontmoeting en elke situatie dan ook voor paniek en verwarring. En vooral, niemand mag vermoeden wat Dave's ware aard en missie zijn. Voor de kapitein en zijn bemanning is het hoog tijd om te ontdekken wat het inhoudt om mens te zijn, en om te experimenteren met de emoties die ermee samengaan.

## Rolverdeling
- Eddie Murphy als The Captain (Number 1) / "Dave Ming Chang"
- Elizabeth Banks als Gina Morrison
- Gabrielle Union als Number 3
- Ed Helms als Number 2
- Scott Caan als Dooley
- Kevin Hart als Number 17
- Pat Kilbane als Number 4 / Johnny Dazzles
- Shawn Christian als Lt. Left Arm
- Brandon Molale als beveiliger
- Mike O'Malley als Knox
- Marc Blucas als Mark
- Austyn Myers als Josh
- (Judah Friedlander als ontwerper)